# John Loridon
Jean (John) Loridon (Antwerpen, 5 april 1937 – Berchem, 12 februari 2020) was een Belgische basketballer. Hij speelde als center.
John Loridon begon zijn carrière bij Brabo. In 1960 werd hij uitgeroepen tot speler van het jaar. Het jaar nadien verhuisde hij naar het Duitse Alemannia Aachen. Met die club werd hij in 1963 Duits kampioen. Daarna keerde hij terug naar België om er nog zeven seizoenen te spelen bij Racing Bell Mechelen. Daar behaalde hij vier Belgische titels en drie bekers. Na onvrede met het bestuur moest hij de club verlaten. Hij mocht gratis vertrekken op voorwaarde dat hij niet in de eerste klasse zou gaan spelen. Hij verhuisde naar BBC Kontich. Van 1978 tot 1981 speelde hij in tweede nationale voor Pitzemburg Basketbal.
John Loridon speelde tussen 1957 en 1967 119 keer voor de Belgische nationale ploeg en nam vijfmaal deel aan het Europese kampioenschap basketbal.
John Loridon is de vader van basketbalspeler Pieter Loridon.

## Prestaties
- 1 x Duits kampioen met Alemannia Aachen (1962-63)
- 4 x 
Belgisch kampioen met Racing Mechelen (1964-65, 1965-66,1966-67 en 1968-69)
- 4 x Beker van België met Brabo (1956-57) en Racing Mechelen (1963-64, 1964-65 en 1969-70)
- 1× verkozen tot speler van het jaar (1959-60)